# Edgar
För andra betydelser, se Edgar (olika betydelser).

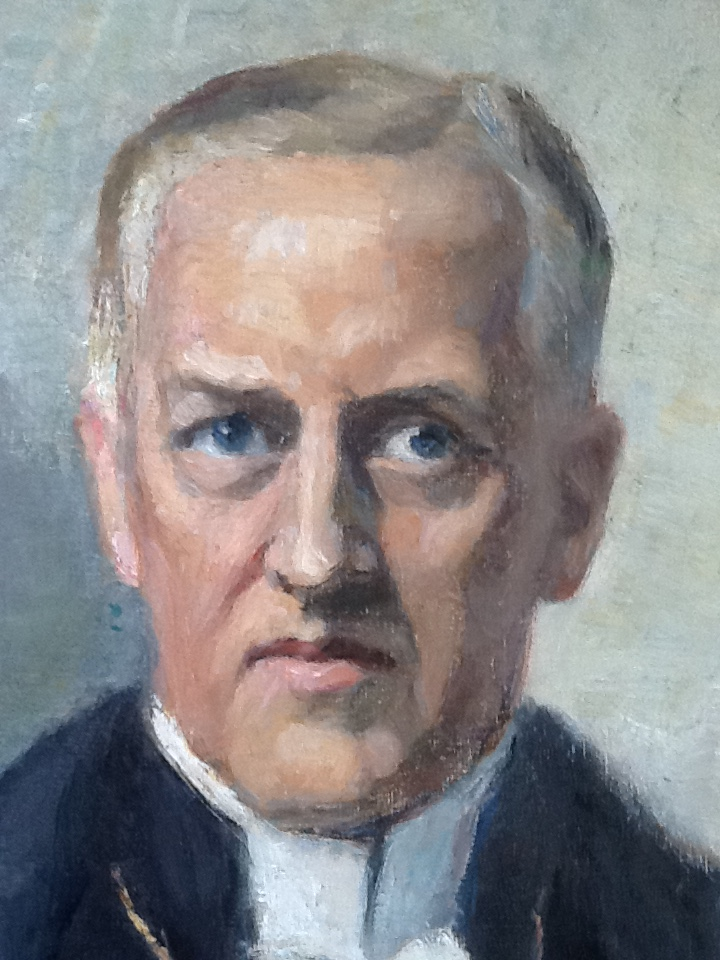
Edgar Reuterskiold.

Mansnamnet Edgar är ett fornengelskt namn som betyder ungefär 'lyckosam spjutman' eller 'lycklig segrare'. På franska finns också stavningsformen Edgard.
Edgar har använts som dopnamn i Sverige sedan början av 1800-talet, men dök upp i almanackan först 1986. Den 31 december 2009 fanns det totalt 1 440 personer i Sverige med namnet, varav 508 med det som tilltalsnamn. År 2003 fick 26 pojkar namnet, varav 14 fick det som tilltalsnamn.
Namnsdag i Sverige: 31 oktober, tillsammans med Edit. I den finlandssvenska namnsdagslängden har Edgar namnsdag 29 november sedan starten 1929, då en egen namnsdagskalender togs i bruk för finlandssvenskar.

## Personer med namnet Edgar
- Edgar Adrian, brittisk neurofysiolog, mottagare av Nobelpriset i fysiologi eller medicin 1932
- Edgar Antonsson, journalist
- Edgar Rice Burroughs, amerikansk författare
- Edgar F. Codd, brittisk forskare och datavetare
- Edgar Davids, nederländsk fotbollsspelare
- Edgar Degas, fransk konstnär
- J. Edgar Hoover, chef för FBI i 48 år
- Edgar Hoppe, tysk skådespelare
- Edgar Ray Killen, amerikansk sågverksägare, mördare
- Edgar Lee Masters, amerikansk poet
- Edgar D. Mitchell, amerikansk astronaut
- Edgar Allan Poe, amerikansk författare
- Edgar Reuterskiöld, biskop i Växjö stift
- Edgar Rosander, jurist, konsultativt statsråd 1940-1944.
- Edgar Selge, tysk skådespelare
- Edgar av Skottland, kung av Skottland
- Edgar Snow, amerikansk journalist och socialist
- Edgar Ætheling, okrönt engelsk kung
- Edgard (ibland Edgar) Varèse, amerikansk tonsättare
- Edgar Wallace, brittisk kriminalförfattare